# Sebastián Morales (baloncestista)
Sebastián Morales (Punta Alta, Buenos Aires, 26 de enero de 1988) es un baloncestista argentino que juega en las posiciones de alero o ala-pívot para Platense de la Liga Nacional de Básquet de Argentina. Jugó en varias ediciones del Campeonato Argentino de Básquet representando a Tierra del Fuego. 

## Trayectoria

### Clubes
| Club                           | País      | Año             |
| ------------------------------ | --------- | --------------- |
| Gimnasia de Comodoro Rivadavia | Argentina | 2004 - 2006     |
| Firmat Football Club           | Argentina | 2006 - 2007     |
| Gimnasia de Comodoro Rivadavia | Argentina | 2007            |
| El Sureño Universitario        | Argentina | 2007 - 2008     |
| Gimnasia de Comodoro Rivadavia | Argentina | 2008 - 2009     |
| Almagro de Esperanza           | Argentina | 2009 - 2010     |
| Banda Norte                    | Argentina | 2010 - 2011     |
| San Martín de Marcos Juárez    | Argentina | 2011 - 2012     |
| Sport Club Cañadense           | Argentina | 2012 - 2013     |
| Instituto                      | Argentina | 2013 - 2014     |
| Estudiantil Porteño            | Argentina | 2014            |
| San Lorenzo                    | Argentina | 2014 - 2015     |
| Estudiantil Porteño            | Argentina | 2015            |
| Platense                       | Argentina | 2015 - 2016     |
| Ramos Mejía LTC                | Argentina | 2016 - 2017     |
| Platense                       | Argentina | 2017 - 2018     |
| Quilmes de Mar del Plata       | Argentina | 2018 - 2019     |
| Platense                       | Argentina | 2019 - 2021     |
| Olímpico                       | Argentina | 2021 - 2022     |
| Atómico Calero                 | Bolivia   | 2022            |
| Platense                       | Argentina | 2022 - Presente |

## Selección nacional
Morales jugó en los seleccionados juveniles de baloncesto de Argentina, participando de torneos como el Campeonato Sudamericano de Baloncesto de Cadetes de 2004, Campeonato Sudamericano de Baloncesto Sub-17 de 2005, el Campeonato FIBA Américas Sub-18 de 2006 y el Campeonato Mundial de Baloncesto Sub-19 de 2007.